# Down to the Ship to See
Down to the Ship to See è un cortometraggio muto del 1923 scritto e diretto da Albert Herman (come Al Herman). Conosciuto anche con il titolo Any Old Port.

## Produzione
Il film fu prodotto dalla Century Film.

## Distribuzione
Distribuito dall'Universal Pictures, il film - un cortometraggio in due bobine - uscì nelle sale cinematografiche USA il 14 novembre 1923.